# ژیزور
ژیزور (به فرانسوی: Gisors) یک کمون در فرانسه است که در Canton of Gisors واقع شده‌است.

## خصوصیات
ژیزور ۱۶٫۶۷ کیلومترمربع مساحت و ۱۱٬۶۸۱ نفر جمعیت دارد و ۷۴ متر بالاتر از سطح دریا واقع شده‌است.

## نگارخانه

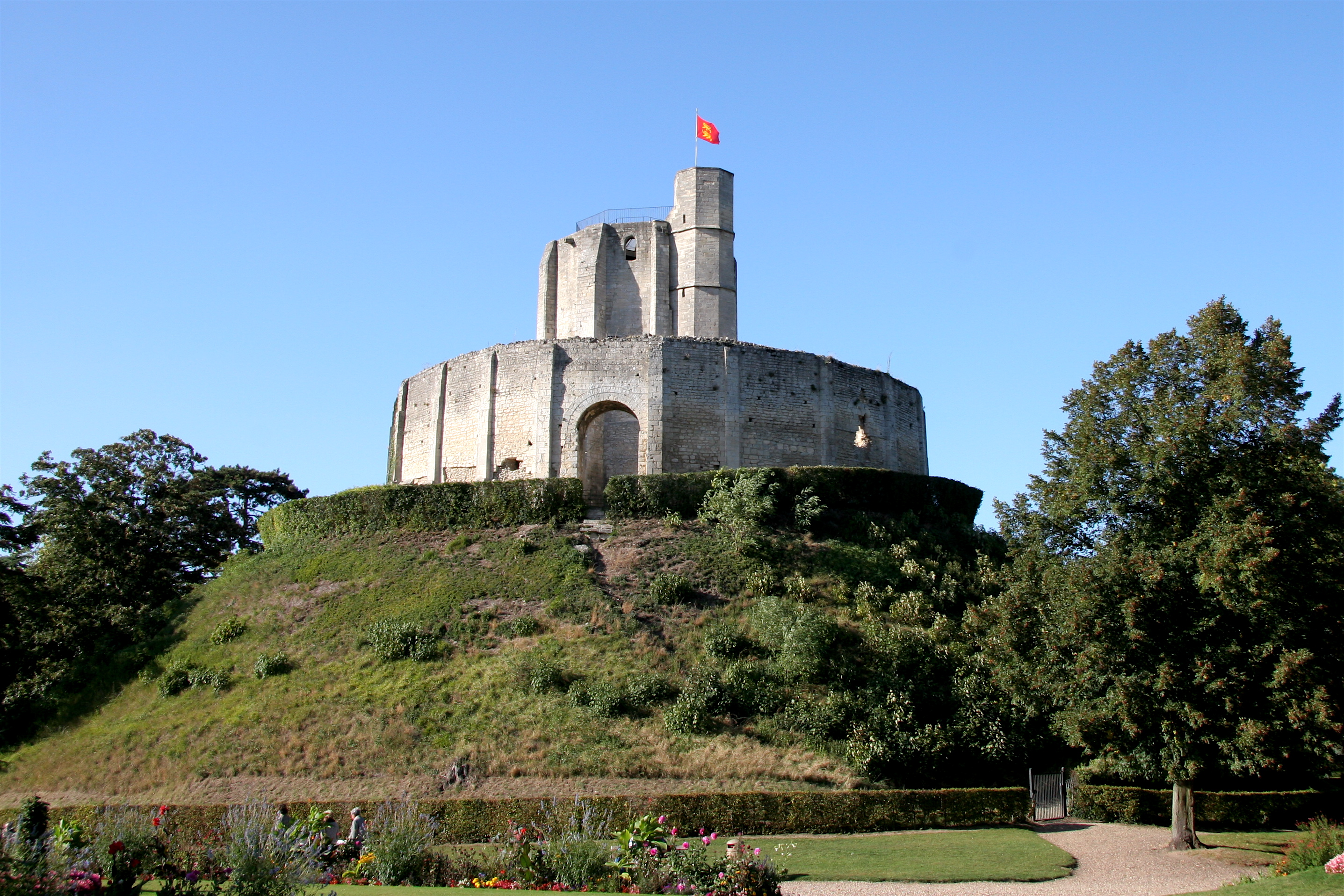
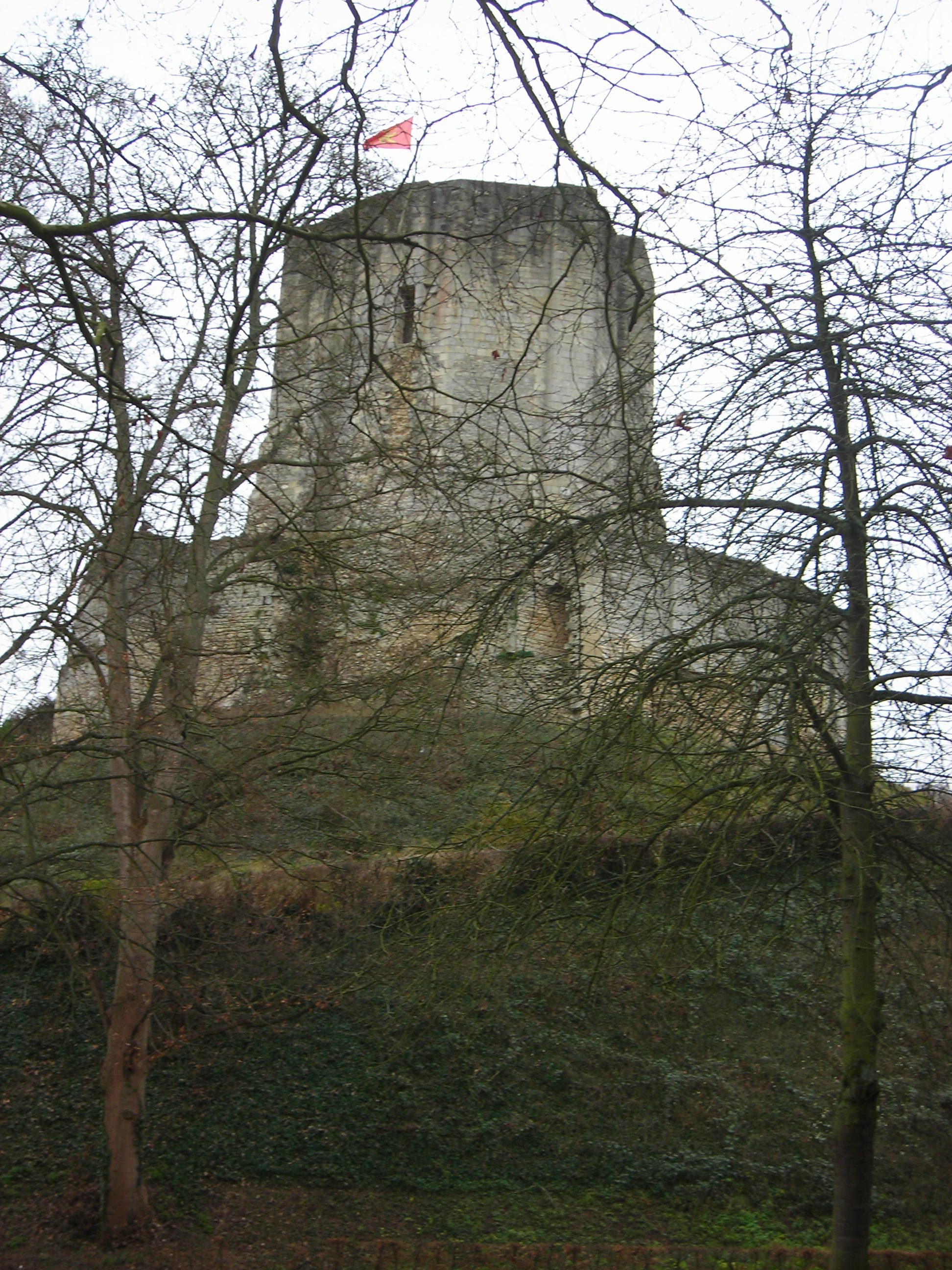
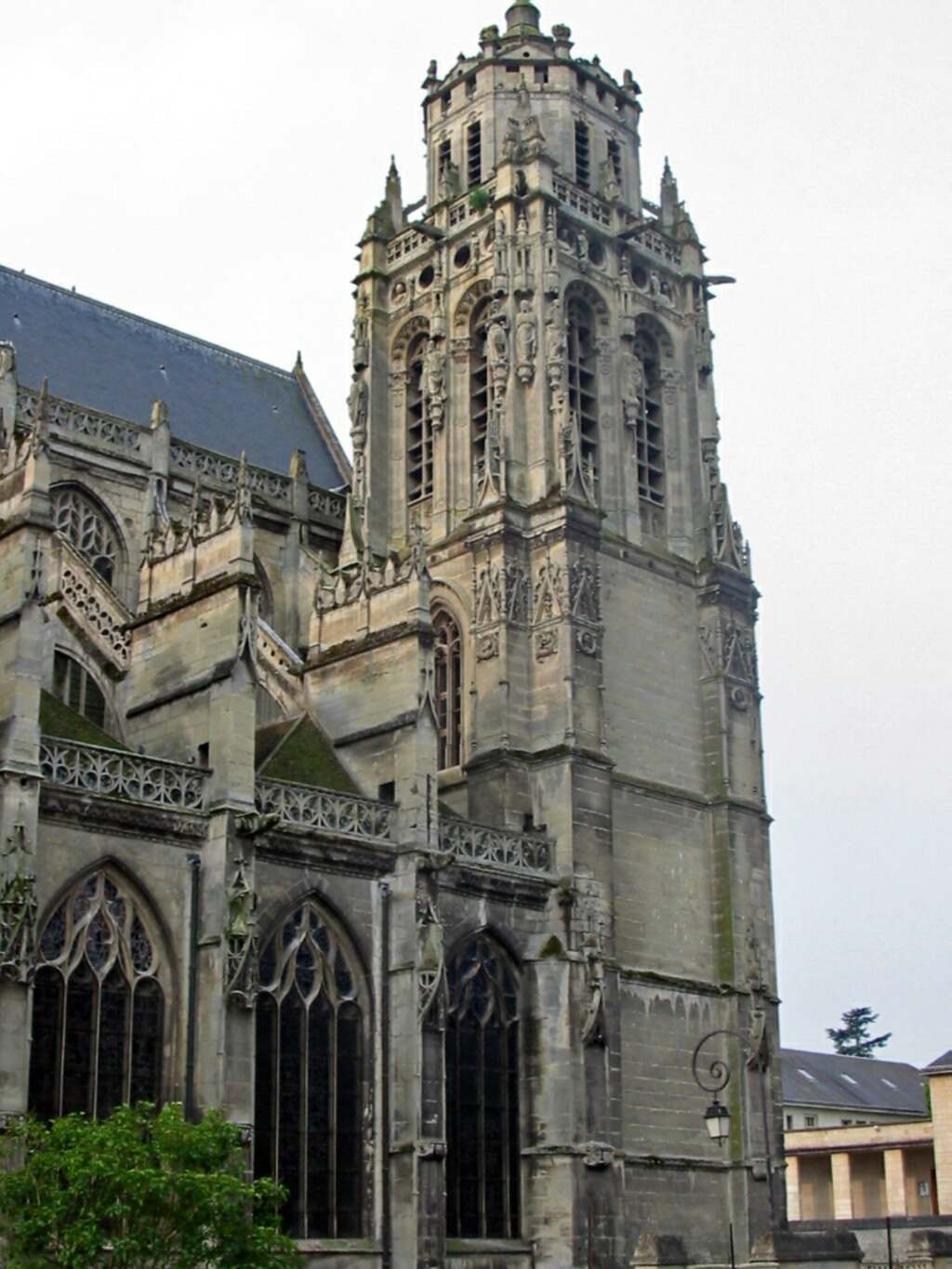